# Bert Romp
Berend (Bert) Romp (Veendam, 4 november 1958 – Tilburg, 4 oktober 2018) was een Nederlands springruiter. Hij nam tweemaal deel aan de Olympische Spelen en maakte deel uit van de gouden springploeg in 1992.
Hij begon op zijn zestiende met een carrière in de paardensport. Hij volgde de opleiding tot ruiter in Deurne en volgde zijn stage bij Henk Nooren. Romp kreeg pas bekendheid, toen hij met zijn paard Samantha een aantal wedstrijden won. Ook met zijn paard Mr. Blue wist hij verschillende grote wedstrijden te winnen. 
Op de Olympische Spelen van 1992 in Barcelona maakte hij met het paard Waldo E deel uit van het team dat de gouden medaille won. Door een nieuwe regel op deze Olympische Spelen kregen alleen de drie beste ruiters een medaille omdat het slechtste resultaat geschrapt werd en niet bij zou dragen aan de eindscore. Hierdoor kregen alleen Jos Lansink, Piet Raijmakers en Jan Tops een gouden medaille uitgereikt. Het IOC wilde zo het aantal medailles bij teamsporten beperken, maar van de sportbonden gaf alleen de FEI gehoor aan deze oproep die bij de Olympische Spelen 1996 al geschrapt werd. Romp werd wel bij de huldigingen betrokken maar mocht hierdoor niet met de medaillewinnaars naar de koningin. Later is het IOC Romp wel als gouden medaillewinnaar gaan aanduiden.
Romp deed ook mee aan de Olympische Zomerspelen 1996. Met de Nederlandse ploeg werd hij in Atlanta zevende. De twee Spelen daarna was hij bondscoach van de Nederlandse springruiters. Het beste resultaat onder zijn leiding was de vierde plaats die in 2004 werd behaald.
Hij raakte op 3 oktober 2018 ernstig gewond toen hij bij het laden van een paard een trap tegen zijn hoofd kreeg. Een dag later overleed Romp in het ziekenhuis.
1912: Lewenhaupt, Kilman, von Rosen ·
1920: König, von Rosen, Norling ·
1924: Thelning, Ståhle, Lundström ·
1928: Navarro, Álvarez, García ·
1936: Hasse, von Barnekow, Brandt ·
1948: Mariles, Uriza, Valdés ·
1952: White, Stewart, Llewellyn ·
1956: Winkler, Thiedemann, Lütke-Westhues ·
1960: Winkler, Thiedemann, Schockemöhle ·
1964: Schridde, Jarasinski, Winkler ·
1968: Day, Gayford, Elder ·
1972: Ligges, Wiltfang, Steenken, Winkler ·
1976: Parot, Rozier, Roguet, Roche ·
1980: Tsjoekanov, Poganovsky, Asmaje, Korolkov ·
1984: Fargis, Homfeld, Burr Howard, Smith ·
1988: Beerbaum, Brinkmann, Hafemeister, Sloothaak ·
1992: Raijmakers, Romp, Tops, Lansink ·
1996: Sloothaak, Nieberg, Kirchhoff, Beerbaum ·
2000: Beerbaum, Nieberg, Ehning, Becker ·
2004: Wylde, Ward, Madden, Kappler ·
2008: Ward, Kraut, Simpson, Madden ·
2012: Skelton, Maher, Brash, Charles ·
2016: Rozier, Staut, Bost, Leprévost ·
2020: von Eckermann, Baryard-Johnsson, Fredricson ·
2024: Maher, Charles, Brash